# Daniils Turkovs
Daniils Turkovs (ur. 17 lutego 1988 w Jurmale) – łotewski piłkarz grający na pozycji napastnika, reprezentant Łotwy, w kadrze zadebiutował w 2010 roku. Rozegrał w niej 4 spotkania.